# Mysteria lacordairei
Mysteria lacordairei är en skalbaggsart som först beskrevs av Auguste Lameere 1902.  Mysteria lacordairei ingår i släktet Mysteria och familjen långhorningar.
Artens utbredningsområde är:
- Paraguay.
- Uruguay.

Inga underarter finns listade i Catalogue of Life.